# تشارلز ميلر
تشارلز ميلر (بالبرتغالية: Charles Miller‏) (24 نوفمبر 1874 ساو باولو البرازيل - 30 يونيو 1953 ساو باولو البرازيل) هو لاعب كرة قدم برازيلي سابق كان يلعب كمهاجم.

## وصلات خارجية
تشارلز ميلر على موقع عالم كرة القدم.نت (الإنجليزية)